# Hygrocybe
Hygrocybe é um gênero de fungos agáricos (fungos com lamelas) da família Hygrophoraceae. Chamados de waxcaps em inglês (as vezes waxy caps na América do Norte), os basidiomas costumam ter cores vivas e píleos secos a cerosos, esporos brancos e estipes lisos e sem anel. Na Europa, são características de pastagens antigas e não melhoradas, que são um habitat em declínio, o que faz com que muitas espécies de Hygrocybe sejam motivo de preocupação em termos de conservação. Nove dessas espécies de pastagens são avaliadas como globalmente "vulneráveis" na Lista Vermelha de Espécies Ameaçadas da União Internacional para a Conservação da Natureza (IUCN): Hygrocybe citrinovirens, H. ingrata, H. lamalama, H. mucronella, H. ovina, H. punicea, H. splendidissima, H. spadicea e H. swanetica. A situação de outras cinco espécies é ainda mais preocupante e são classificadas como "em perigo" de extinção: H. boothii, H. flavifolia, H. noelokelani, H. pakelo e H. striatella.
Em outros lugares, as Hygrocybe são encontradas mais tipicamente em florestas. A maioria vive no solo e acredita-se que todas sejam parasitas. Mais de 350 espécies são reconhecidas em todo o mundo. Os basidiomas de várias espécies de Hygrocybe são considerados comestíveis e, as vezes, são encontrados para venda nos mercados locais.

## Taxonomia

### História
O gênero Hygrocybe foi publicado pela primeira vez em 1821 pelo micologista sueco Elias Magnus Fries como uma subseção de Agaricus e, em 1871, foi elevado à categoria de gênero por Kummer. Em vários artigos, Karsten e Murrill usaram o nome Hydrocybe, mas esse é agora considerado uma variante ortográfica de Hygrocybe. O nome genérico é derivado do grego ῦγρὁς (= úmido) e κυβη (= cabeça).
Apesar de sua publicação relativamente precoce, o gênero Hygrocybe não foi amplamente aceito até a década de 1970, pois a maioria dos autores anteriores o tratava como sinônimo de Hygrophorus, um gênero relacionado de agáricos ectomicorrízicos.

### Status atual
Pesquisas moleculares recentes, baseadas em análises cladísticas de sequências de DNA, mostraram que o Hygrocybe sensu lato é parafilético e não forma um clado único dentro das Hygrophoraceae. Como resultado, muitas espécies anteriormente referidas ao Hygrocybe foram transferidas para os gêneros Chromosera, Cuphophyllus, Gliophorus, Gloioxanthomyces, Humidicutis, Neohygrocybe ou Porpolomopsis; o que deixa o Hygrocybe sensu stricto como um gênero menor, mas mais coeso, de espécies relacionadas à espécie-tipo Hygrocybe conica.

## Descrição

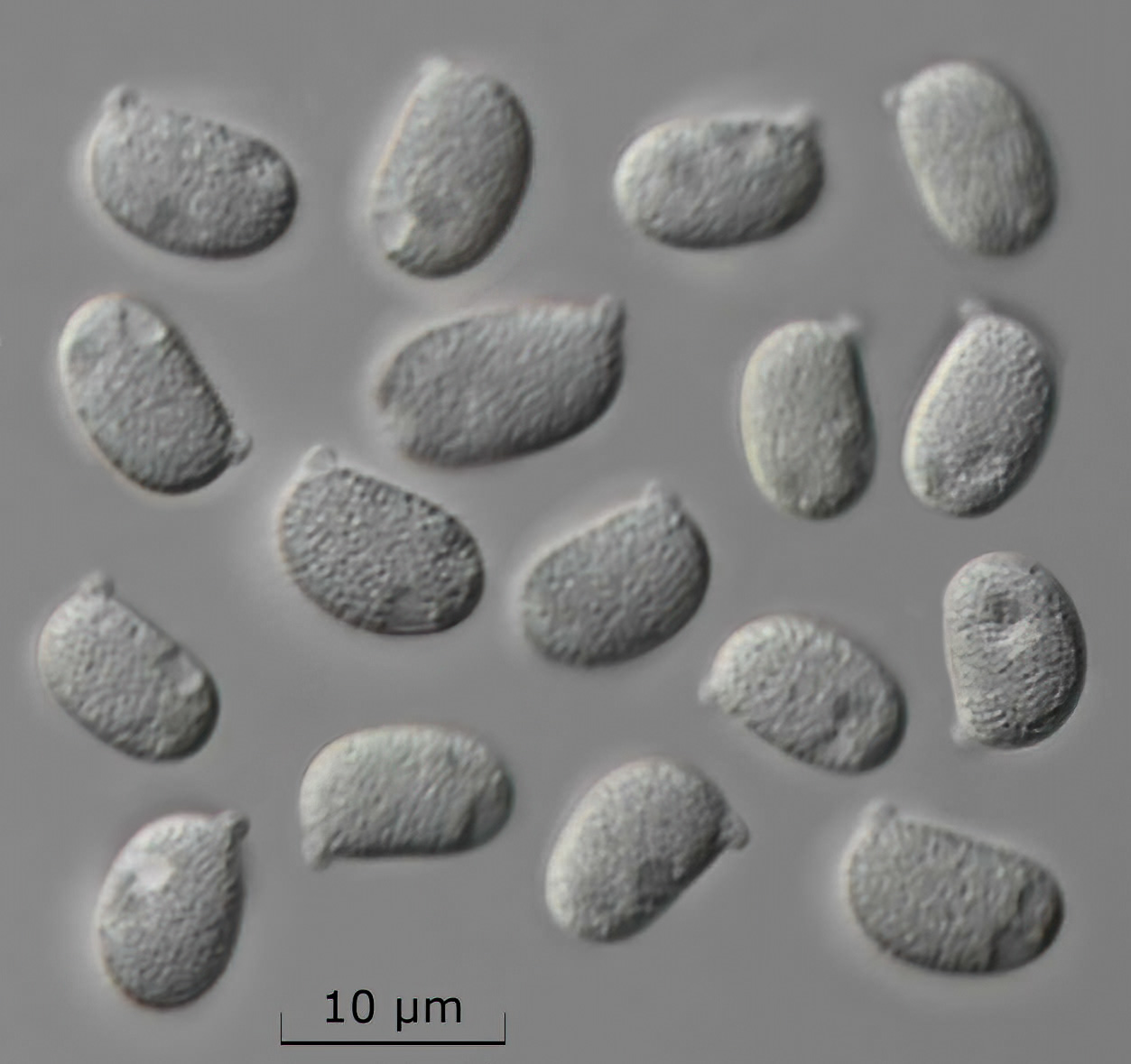
Hygrocybe singeri esporos com aumento de 1000x

Os basidiomas das espécies de Hygrocybe são todos agaricóides, a maioria (mas não todos) com píleos lisos a ligeiramente escamosos que são convexos a cônicos; e secos a cerosos ou viscosos quando úmidos. Muitas (mas não todas) têm cores vivas em tons de vermelho, laranja ou amarelo. Quando presentes, as lamelas abaixo do píleo geralmente são igualmente coloridas e geralmente distantes, grossas e cerosas. Uma espécie atípica da América do Sul, Hygrocybe aphylla, não possui lamelas. Os estipes das espécies de Hygrocybe não possuem um anel. A esporada é branca. Os basidiomas de algumas espécies, especialmente a  Hygrocybe conica, escurecem com a maturidade ou quando machucados. Microscopicamente, as espécies de Hygrocybe não possuem cistídios verdadeiros e têm esporos comparativamente grandes, não amiloides [en] e lisos.

## Habitat, nutrição e distribuição
As espécies de Hygrocybe crescem no solo. Seu metabolismo tem sido debatido há muito tempo, mas pesquisas recentes sugerem que elas não são saprófitas, mas sim simbioticamente associadas às raízes de plantas superiores ou musgos. As hifas de H. conica foram detectadas em raízes de plantas.
As espécies estão distribuídas em todo o mundo, desde os trópicos até as regiões subpolares. Em novembro de 2024, existiam mais de 350 espécies aceitas. As Hygrocybe recebem mais atenção no norte da Europa, onde a maioria das espécies é típica de pastagens não melhoradas (pobres em nutrientes) e de curta extensão. No entanto, fora da Europa, são mais comumente associadas a habitats florestais, por exemplo, as florestas de esclerófilas no Parque Lane Cove Bushland e no Parque Ferndale, em Sydney.

## Conservação
Na Europa, o habitat típico e seus fungos associados são motivo de preocupação em termos de conservação, uma vez que as pastagens não melhoradas (antes comuns) diminuíram drasticamente como resultado de mudanças na prática agrícola. Esse declínio fez com que quatro espécies europeias de Hygrocybe, Hygrocybe citrinovirens, H. punicea, H. spadicea e H. splendidissima, fossem avaliadas como globalmente "vulneráveis" na Lista Vermelha de Espécies Ameaçadas da IUCN.
Em outros lugares, várias espécies endêmicas raras e localizadas são avaliadas como globalmente "em perigo" na Lista Vermelha de Espécies Ameaçadas da IUCN, incluindo Hygrocybe boothii na Austrália, Hygrocybe noelokelani e Hygrocybe pakelo no Havaí, Hygrocybe striatella no Chile e Hygrocybe flavifolia na Califórnia.

## Uso econômico
Como as espécies de Hygrocybe não podem ser mantidas em cultura, nenhuma é cultivada comercialmente. Os cogumelos de algumas espécies são considerados comestíveis no leste da Europa, no sudeste da Ásia e na América Central, e são coletados e consumidos localmente.

## Literatura
Ainda não foi publicada uma monografia abrangente do gênero. Na Europa, no entanto, as espécies de Hygrocybe foram ilustradas e descritas em um guia padrão em inglês por Boertmann em 2010 e também (juntamente com Hygrophorus) em um guia italiano por Candusso (1997). As espécies europeias também foram abordadas, mais brevemente, em chaves descritivas francesas por Bon (1990). As espécies holandesas foram ilustradas e descritas por Arnolds (1990). Não foram publicados guias modernos equivalentes para a América do Norte, sendo o mais recente o de Hesler e Smith (1963). Há, no entanto, um guia para as espécies californianas de Largent (1985). Na Austrália, as espécies de Hygrocybe foram ilustradas e descritas por Young (2005) e na Nova Zelândia por Horak (1990).

## Espécies

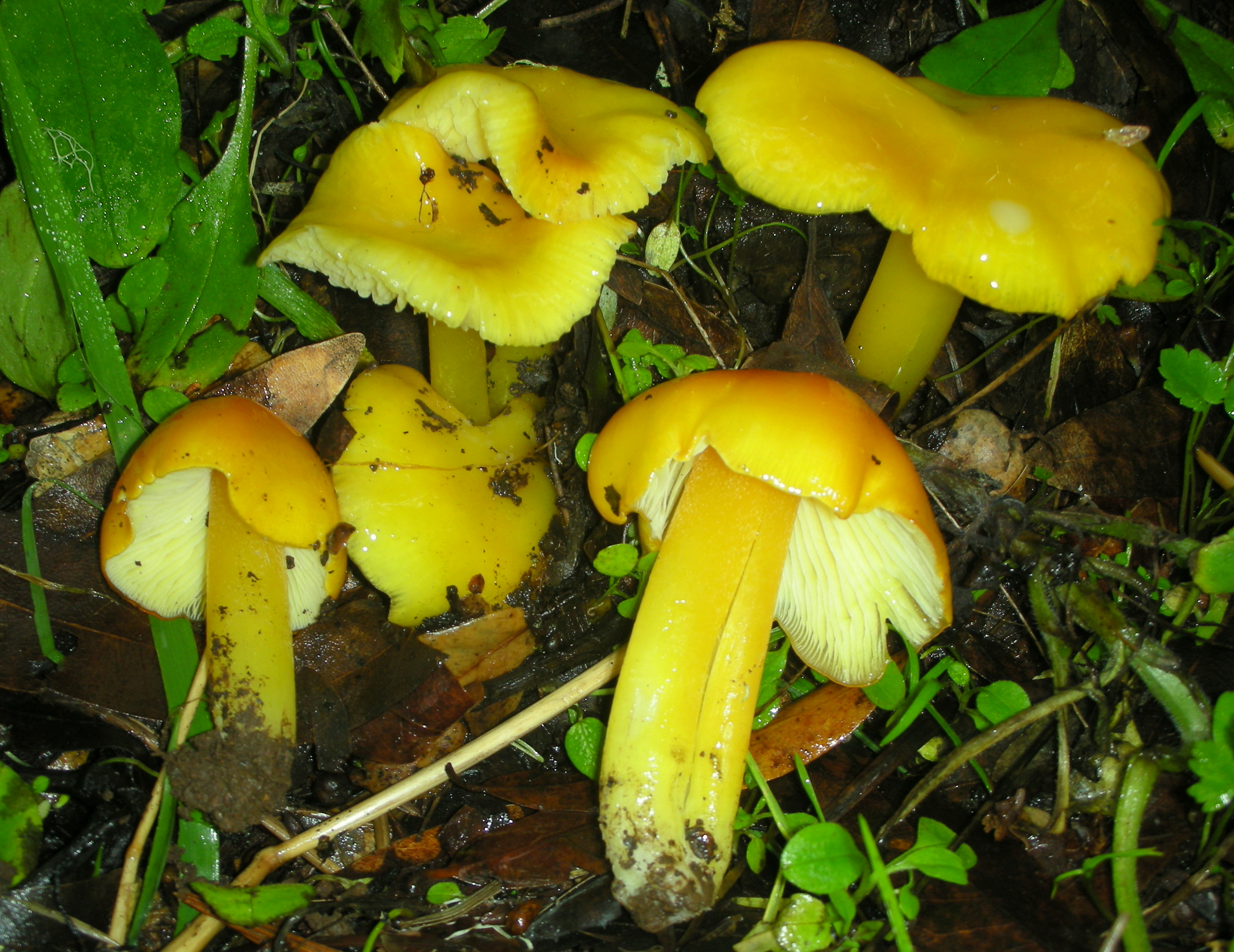
Hygrocybe flavescens
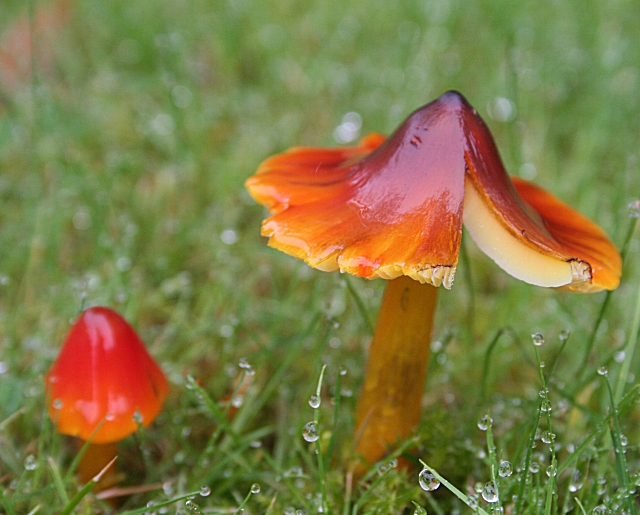
Hygrocybe conica
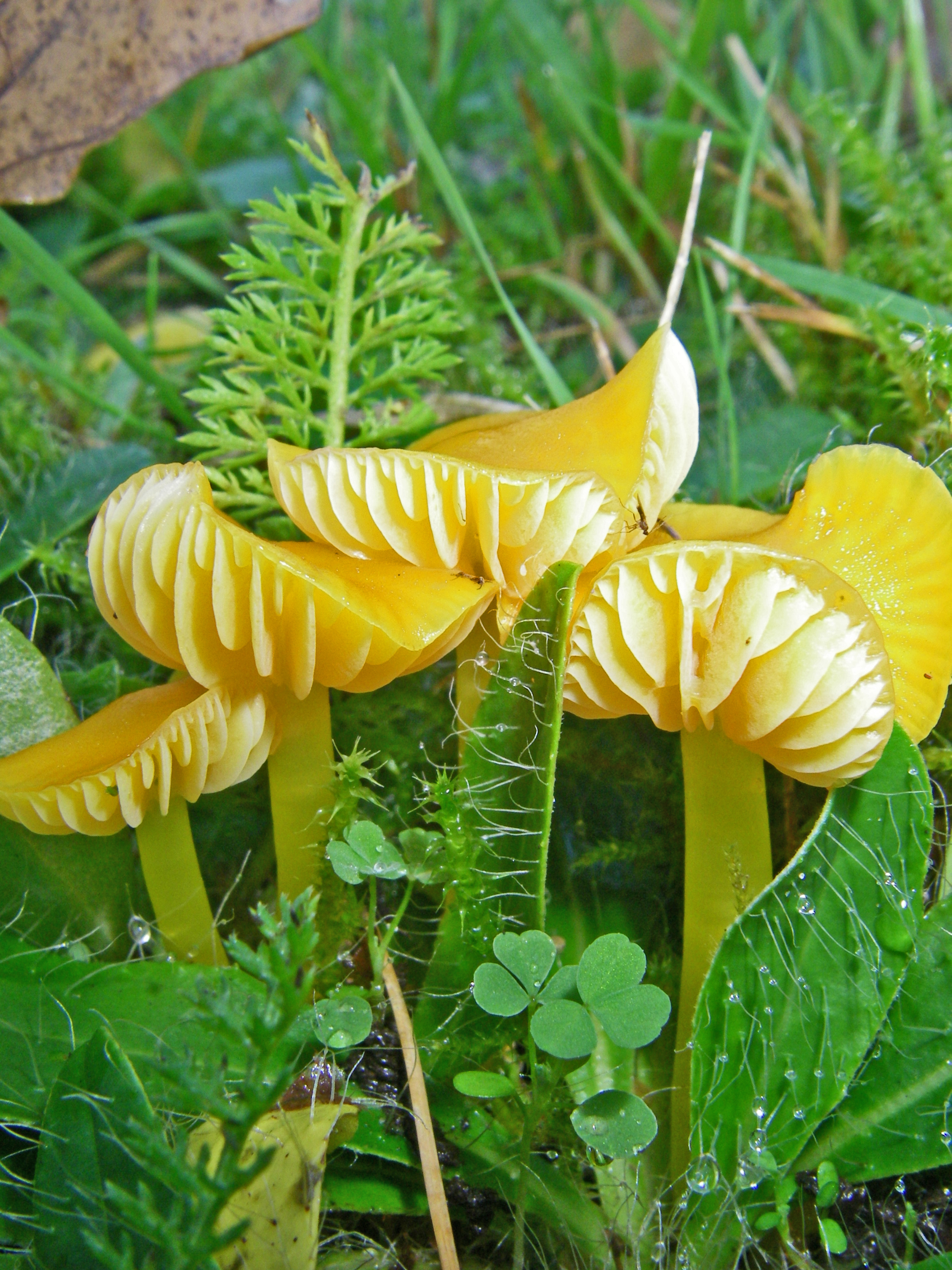
Hygrocybe chlorophana
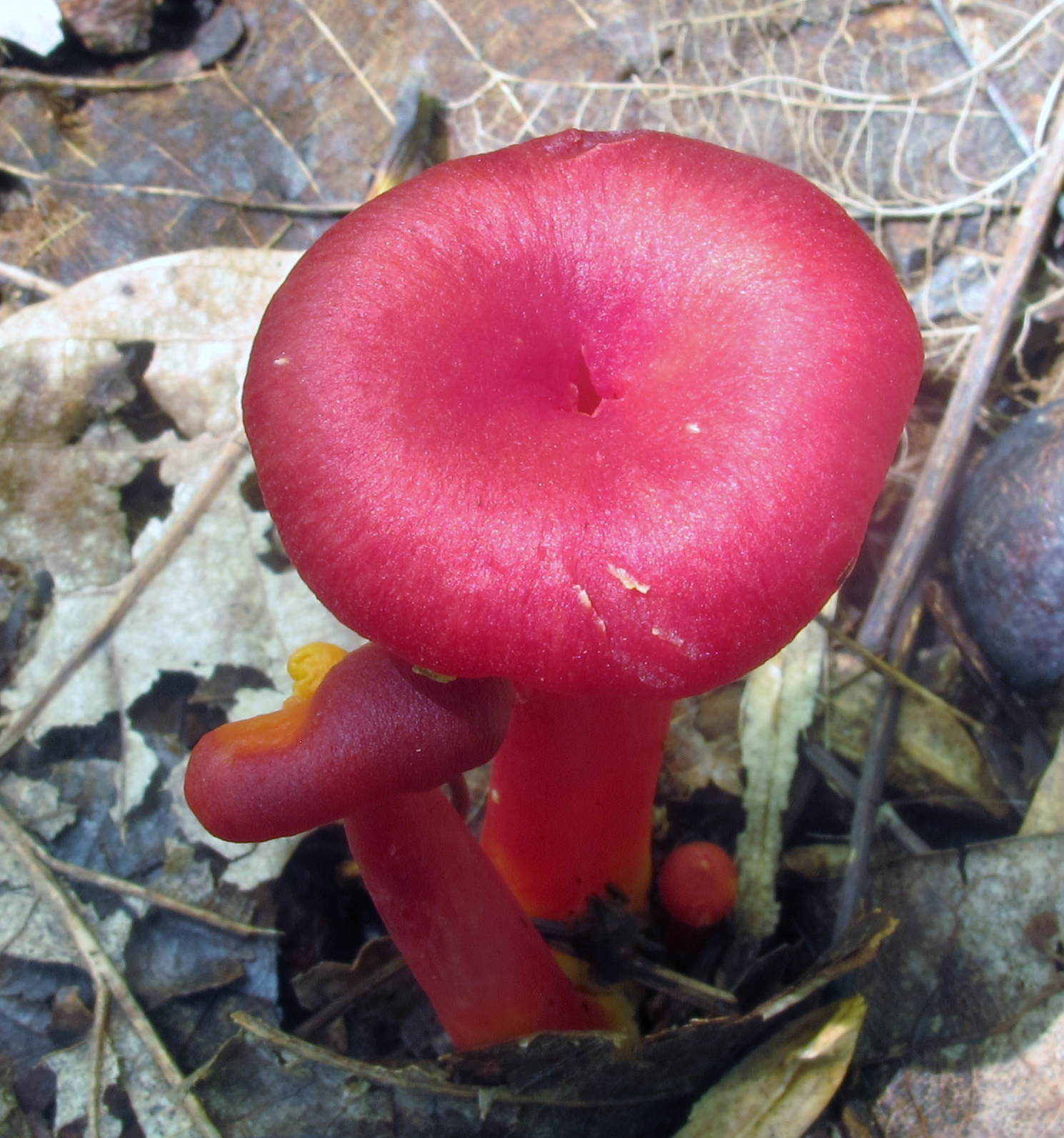
Hygrocybe appalachianensis